# 권희덕
권희덕(權熙德, 1956년 4월 10일 ~ 2018년 3월 16일)은 대한민국의 성우이다. 1976년 DBS에 입사했으며, 1980년 언론 통폐합으로 현재는 KBS 14기이며, 한국방송 성우극회 소속이다. 본관은 안동 권씨다. 남편은 구자흥(具滋興)이며, 아들은 구본혁(具本赫), 구본무(具本茂)다.

## 학력
- 서울예술대학 방송연예과
- 고려대학교 대학원

## 생애
배우 최진실을 비롯하여 멕 라이언, 임청하 등과 같은 해외 유명 배우들의 목소리를 대역을 단골로 맡았다.
성우 후배 양성에 힘쓰던 중 성우협회로부터 제명을 당하기도 했다.
2018년 3월 16일 급성 심근 경색으로 향년 61세에 별세했다.

## 출연작품

### 애니메이션
- 베르사유의 장미 (KBS) - 마리 앙트와네트
- 우주의 여왕 쉬라 (KBS) - 쉬라
- 달려라 하니 (KBS) - 유지애 / 경기장 내 안내방송
- 그린나이츠 (KBS)
- 내일은 월드컵 (SBS) - 김혜인 선생님(미래고 감독)
- 노트르담의 천사 (SBS) - 에스메랄다
- 쾌걸 조로 (SBS) - 로리타

### 외화

#### 전담배우
- 임청하
  - 도검소 (SBS) - 명검
  - 강호영웅 (KBS) - 운아
  - 동방불패 2 (KBS) - 동방불패
  - 동성서취 (KBS) - 삼공주
  - 백발마녀전 (KBS) - 연예상
    - 백발마녀전 2 (KBS) - 연예상

  - 육지금마 (SBS) - 황아미
  - 절대쌍교 (KBS) - 화무결
  - 폴리스 스토리 (SBS) - 셀리나
  - 화룡풍운 (KBS) - 화운사신

#### 드라마
- 남과 북 (KBS) - 브렛 (지니 프란시스)
- 트윈 픽스 (KBS) - 오드리 혼 (셰릴린 펜)
- 블루문 특급 (KBS) - 매돌린 (시빌 셰퍼드)
- V (KBS) - 리디아 (준 채드윅)

#### 영화
- 나바론 2 (KBS)
- 나일 살인사건 (KBS) - 리넷 (로이스 차일스)
- 니키타 (SBS) - 니키타 (안 파릴로)
- 닥터 지바고 (KBS) - 라라 (줄리 크리스티)
- 리스본 특급 (KBS) - 캐티 (카트린 드뇌브)
- 미지와의 조우 (KBS) - 로니 (테리 가)
- 백야 (KBS) - 다나 (이사벨라 로셀리니)
- 빅 트러블 (SBS) - 그레이시(킴 커트랠)
- 소비버 탈출 (SBS)
- 스미스씨 워싱턴에 가다 (KBS) - 클라리사 산더즈(진 아서)
- 시네마 천국 (KBS) - 중년 엘레나 (브리지트 포시)
- 신의 아그네스 (MBC) - 마사 (제인 폰다)
- 어느 이혼녀의 고백 (KBS) - 락샌느 (차이나 필립스)
- 여인의 초상 (KBS) - 엘리스(조안 베넷)
- 우정있는 설복 (KBS) - 메티(필리스 러브)
- 인디아나 존스: 최후의 성전 (KBS) - 엘사 슈나이더 (앨리슨 두디)
- 인어의 노래 (KBS) - 폴리(아이린 허비)
- 제니의 초상 (KBS) - 제니(제니퍼 존스)
- 카사블랑카 (KBS) - 일자 런드 (잉그리드 버그먼)
- 칵테일 (KBS) - 조던 (엘리자베스 슈)
- 크로커다일 던디 2 (KBS) - 수 찰톤 (린다 코즐로브스키)
- 트윈스 (KBS) - 마리(켈리 프레스턴)
- 푸른 하늘 아래서 (KBS) - 셀리나(엘리자베스 하트먼)
- 프렌치 키스 (SBS) - 케이트 (멕 라이언)
- 핀지 콘티니의 정원 (KBS) - 미콜 (도미니크 상다)
- 하이눈 (KBS) - 에이미 (그레이스 켈리)
- 십계 (MBC) - 네페르티리 (앤 백스터)
- 해리가 샐리를 만났을 때 (SBS) - 샐리 앨브라이트 (멕 라이언)
- JFK (KBS) - 오스왈드의 아내(비타 포니악) / 목격자(엘렌 맥엘더프) / 엘리자베스(앨리슨 프랫 데이비스) / 버지나아
- 007 두 번 산다 (KBS) - 아키 (아키코 와카바야시)
- 25시의 추적 (KBS) - 사라 (커스티 앨리)

### 광고
- BYC - 하이나
- 화승 - 르까프
- 후지필름 - 롯데필름(성우:유강진, 1987년 성우:엄주환,1988년)
- 태창 - 마이룩(성우:장세준)
- 쌍방울 (리)
- 쌍용투자증권(현 신한투자증권)
- 현대중공업 - 하이맥스가스보일러(with 성우:김종성)
- 서울올림픽대회 조직위원회 (광고대사' 지금 자리를 예악해주시요.)(with 성우:김종성)
- 서울올림픽조직위원회 (제2회차 서울올림픽 기념주화)(with 이광세)
- 대도제약 - 아토실
- 삼익제약 - 브리타정수기(성우:김세한), 키디(성우:한상덕)
- 에바스화장품 - 3웨이케이크화장품(성우:이강식)
- 옥시레킷벤키저 - 쏠로(성우:장세준),파워크린(성우:한상덕)
- 롯데웰푸드 - 본젤라또, 쌀로별
- 몽고식품 (몽고간장)
- 사조대림 - 사조로하이참치
- 동아제약 - 스키놀, 하노백
- 신풍제약 - 바로코민(성우:한상덕)
- 쌍방울 - 리
- 종근당 - 인코라민
- 일화 - 씨타임,맥콜, 텐타임
- SK매직 - 매직쉐프
- 삼성전자 - 홈크린청소기, 매직V, 신바람세탁기, 크린냉장고, VTR톱스타, 카메라탱큐
- 동성제약 오리리 카바마크 화장품(성우:이광세)
- 한독 - 안스놀(성우:한상덕)
- 오비맥주 - OB 맥주
- 동양강철 - 동양아루샤시
- 동양도자기 - 슈퍼차이나(성우:엄주환)
- 동아오츠카 - 화이브미니
- 롯데칠성음료 - 비비콜, 카파, 미림
- 대신증권
- 코렐브랜드코리아 - 코렐
- 삼호물산 - 삼호맛살, 삼호어묵
- 위니아전자 - 디지탈TV, 안전가스렌지, IC냉장고, 냉장고투투, 봉세탁기전자동
- 동원F&B - 동원냉동식품, 동원선물세트, 동원게맛살, 동원다이어트참치, 동원참치파티
- 부광약품 - 아락실, 에세푸릴, 잔메드치약(성우:김세한)
- 삼일제약 (부루펜)
- 남양유업 - 남양분유S, 아기사랑, 이유밀IQ, 점프A, 바로바로
- 기아자동차 - 타우너
- 코오롱제약 (구,삼영신약) - 비코사이드(성우:엄주환)
- 두산유업 - 두산우유, 두산치즈
- 신영와코루(구, 비너스) - 와코루, 비너스메모리브라, 쉐이브업브라, 비너스쉬즈브라
- 일동후디스 - 아기밀F, 잼잼
- 매일유업 - 맘마F1, 맘마F2, 맘마F3, 맘마밀, 바이오커트
- 우아미가구
- 농심켈로그 - 하니첵스
- 신세계백화점 (성우:한상덕)
- NH농협은행 - 이자로보험예금
- 롯데웰푸드 - 다사랑, 빠다코코낫, 빼빼로, 씨리얼, 본젤라또, 아몬드빼빼로, 챠밍바, 더블비안코, 베리굿, 스카치캔디,캬라멜로, 디저트아이스, 팝스타캔디, 후라보노껌
- 해태제과 - 두리두리, 썬키스트바, 영스타(커피,딸기맛),부라보콘, 찡오야, 고향만두, 덴티큐껌, 쇼킹껌, 도날드시모나아이스크림, 나인비스켓, 한마음껌, 카세트퍼즐비스켓, 바밤바, 마니에르 썬키스트캔디, 오예스, 앙꼬르
- 롯데네슬레코리아 (마일로)
- 대우로얄피아노
- 일양약품 - 나폴레옹화이바, 생단액, 아스마에취(성우:한상덕), 영비천(성우:김도현
- LG전자 - 미니카세트 하하, 바이오팬히터, 스내피S 카메라, 싱싱냉장고, 금성테크폰, 동굴이청소기, 리듬세탁기 여유만만, 마이콤팬히터, 전자레인지 원터치, 금성카세트
- 한국P&G
- 팜젠사이언스 - 미가펜, 네프리스
- 롯데푸드 - 구구크로스터, 봉쥬르, 자이안트,햇고구마
- 현대자동차 (그레이스) (배우:양정아)
- 영일약품 - 메모비스
- 인디에프 - 예츠, 조이너스
- 신원에벤에셀 - 모두스비벤디, 씨, 베스띠벨리 (성우:엄주환)
- 우정사업본부 (우체국) (성우:한상덕)
- 오리온 - 더블베리, 후레쉬베리, 오리온 바이오캔디, 도르리, 더브러, 아세로라껌, 사랑과 함께
- 고려제약 - 제로비탈(성우:한상덕)
- 금강제화 - 비제바노부츠,훼어레이디갈란데(성우:김세한)
- 하원제약 (싸이피놀,세라핀) (성우:한상덕)
- 정식품 - 베지밀, 베지밀5
- 하나카드 - 비자카드
- MBC 캠패인
- SC존슨 그레이드, 터치미
- 팔도 도시락라면, 속풀이라면
- 낙농자조금 우유 (성우:한상덕)
- 유니베라 - 남양알로에,알로엑스
- 피죤 - 판실, 울트라피죤
- 대상 (감치미)(성우:장세준)
- 한미약품 - 메디락비타, 쎄쎄, 암브로콜
- 신한은행
- 한국지엠 (씨에로)
- 백광산업 (구'백광화학)
- 피어리스화장품(스킨푸드) - 아미드팜 그린,아미드팜 메이크업,오베론
- 동서식품 - 포스트, 콘프로스트, 스타베리, 맥스웰캔커피, 포스트코코볼
- 한국전력공사
- 한국야쿠르트 - 슈퍼100,야쿠르트에이스
- 보루네오가구 - 부엌가구, 리빙쇼파
- 헨켈홈케어코리아 - 컴배트
- 인디에프 (구,나산실업)
- 신세계톰보이 (구,성도어페럴)
- 해태htb - 내고을 강호박, 매실맛사이다, 과일촌, 두리조아, 크리미, 썬키스트 훼미리쥬스
- 아시아나항공
- 남영나이론 - 3S다기능브라, 3S레이시브라, 3S면브라, 3S와이어브라, 비비안거들슬립, 비비안고탄력스타킹
- 유한양행 - 알로텐, 게브랄티, 그랑페롤, 에스엘C, 유한쿨파스, 젠텔, 리카바, 맥생, 세비메드, 콘택 600
- 선문대학교(성우:김도현)
- 한국화장품 - 쥬단학 템테이션
- 아모레퍼시픽 (구 태평양화학) - 리바이탈 바이오 마사지크림, 지지레이디, 탐스핀메이크업, 탐스핀마사지크림, 탐스핀 히브론크림, 탐스핀화이트, 마몽드, 탐스핀레몬, 탐스핀립스틱, 탐스핀큐컴버,순정,에버보이, 아모레선물세트, 마몽드 메이크업, 마몽드 립스틱, 쾌백, 지지글로리쿨, 탐스핀썬데이트윈케익, 탐스핀선데이, 탐스핀쿨, 미로 립스틱, 아모레 미로 선데이트윈케이크, 유브이 화이텐스, 코롱샴푸린스, 유미 하이맥시 바이오, 하이진, 하이리페어젤, 지지레이디 레몬, 지지글로리, 산호 올리브로션, 바이오좀 엣센스, 리도 파모리브 비누, 아모레 에버그린, 미로쿨, 투웨이샴푸, 설화
- 유한크로락스 - 유한락스
- 형지에스콰이아
- 세정그룹 - 인디안T쎠츠
- 크라운제과 - 죠리퐁, 카라멜콘과 땅콩, 쿠크다스
- 애경산업 - 비놀리아, 썬, 스파크, 에브리스샴푸
- 대일화학 - 미니팝, 빠삐자기방
- 대현
- 금강제화 - 레스모아, 르느와르
- 한국피자헛
- 농심 - 너구리라면, 야짜, 포테토칩, 벌집핏자, 사리곰탕면
- 신풍제약 - 바로코민
- 오뚜기 - 라면박사, 즉석국, 진라면
- 바이엘코리아(한국바이엘약품)
- 대우통신 - 유니폰, 팩시밀리, 프로컴퓨터
- 대웅제약 - 우루사, 지미콜, 쿠울펜, 폴리덴트(성우:유강진)
- 삼일제약 - 부루펜, 엑티피드
- 제일헬스사이언스 - 사니크린
- 삼양식품 - 쌀라면, 삼백냥, 이백냥, 짜짜로니, 카네이숀 아이스크림, 즉석 잡채, 피코리나, 대관령콘칩, 사또밥, 쌀라면육개장, 삼양컵라면
- 일동제약 - 아로나민골드, 큐란
- 현대백화점
- 유한킴벌리 - 뽀삐화장지,크린베베슬림,하기스수퍼드라이(성우:남궁윤)
- 깨끗한나라 - 엘핀스 기저귀
- LG생활건강 - 니베아썬, 슈퍼타이, 싱싱랩, 에티켓, 페리오치약닥터, 페리오치약, 럭키 화비누, 럭키 화샴푸린스, 홈스타, 하모니, 퐁퐁, 마이티, 센스, 알로에비누,펩소던트치약, 페리오헬스치약, 차밍샴푸
- CJ제일제당 - 뷰랩, 맛깔미풍, 백설불고기햄, 조미료 2.5, 치킨비엔나, 88 후랑크, 동그랑땡, 동그랑땡김밥용
- 라이온코리아 (제일제당 생활사업부/CJ라이온)
- 대한항공
- 공익광고협의회 - 한강 시리즈 3 ~ 6,7 ~ 9편, 산쓰레기, 한 자녀시대, 민족문화의 긍지, 쾌적한 공기, 작은예절, 온누리 깨끗하게(합성세제), 쓰레기다이어트, 민족정신 함양 편
- 파란들

### 지역 광고
- 부곡하와이 (창녕)
- 한성가구 보루네오 (대구)
- 두리예식장 (대전)
- 동아백화점 (대구)
- 프로방스가구 (대구)
- 보성주택 (대구)
- 에덴주택 (대구)
- 이리귀금속보석판매센터 (익산)
- 대구은행 (대구)
- 우방 (대구)
- 진화예식장 (청주)
- 서울주단 (대전)
- 신로얄예식장 (대전)
- 세이브존 (전주코아백화점)

## 상훈
- 1996년 한국방송대상 라디오연기부문 대상

## 저서
- 《목소리도 디자인하기 나름이죠》(책만드는집, 1999년) ISBN 8979440960